# Alberto Comazzi
Alberto Comazzi (Novara, 16 aprile 1979) è un ex calciatore italiano, di ruolo difensore.

## Biografia
In seguito allo scandalo del calcioscommesse, l'8 maggio 2012 viene deferito dalla Procura federale della FIGC. Il 1º giugno dello stesso anno il procuratore federale Stefano Palazzi richiede per lui quattro anni di squalifica, sanzione confermata in primo grado il 18 giugno successivo.
Il 9 febbraio 2015 la procura di Cremona termina le indagini e formula per lui e altri indagati le accuse di associazione a delinquere e frode sportiva.
È uno dei testimonial della onlus "Federazione Nazionale Giovani Diabetici".

## Carriera

### Club
Cresciuto nel vivaio del Milan, debutta in Serie A in maglia rossonera a 18 anni il 1º giugno 1997 nella sconfitta (1-0) dei rossoneri a San Siro contro il Cagliari. Anche la stagione successiva colleziona con il Milan una presenza in massima serie. Nella stagione 1998-1999 milita nel Como in Serie C1. Dopo alcune difficoltà iniziali, il rendimento comincia a salire e con il suo anche quello di tutta la squadra, impegnata nella rincorsa alla capolista Alzano Virescit. Terminati secondi, i lariani vengono eliminati durante le semifinali dei play-off contro la Pistoiese. L'anno successivo la stagione per il Como è meno gloriosa, e termina con un decimo posto finale.
Nel 2000-2001 passa al Monza, in Serie B, in una società che in quell'annata vede continui cambi di allenatore. Successivamente viene acquistato dalla Lazio con cui non riesce a scendere in campo in Serie A neppure una volta. Viene allora ceduto al Verona, con il quale gioca quasi sempre titolare disputando cinque campionati in Serie B, l'ultimo dei quali nel 2006-2007, anno in cui gli scaligeri retrocedono in Serie C1. Resta a Verona anche nella stagione successiva disputando 25 partite (con un gol realizzato) in un campionato chiuso dalla squadra veneta con il salvataggio ai play-out dalla retrocessione in Serie C2.
Nell'estate del 2008 si trasferisce in prestito all'Ancona, tra i cadetti. Con i dorici disputa 30 partite e ottiene la permanenza nella categoria. Terminata la breve parentesi marchigiana rientra nell'estate del 2009 al Verona. L'8 luglio 2010 firma un contratto annuale con lo Spezia, neopromosso in Lega Pro Prima Divisione. Il 28 giugno 2011, una volta scaduto il suo contratto con lo Spezia, diventa ufficialmente un calciatore dello Swindon Town, club inglese che milita nella Football League Two, con cui ha firmato un biennale. Il 20 gennaio 2012 rescinde il contratto che lo lega alla società inglese.

## Statistiche

### Presenze e reti nei club
| Stagione             | Squadra              | Campionato           | Campionato | Campionato | Totale | Totale |
| Stagione             | Squadra              | Comp                 | Pres       | Reti       | Pres   | Reti   |
| -------------------- | -------------------- | -------------------- | ---------- | ---------- | ------ | ------ |
| 1996-1997            | Milan                | A                    | 1          | 0          | 1      | 0      |
| 1997-1998            | Milan                | A                    | 1          | 0          | 1      | 0      |
| Totale Milan         | Totale Milan         | Totale Milan         | 2          | 0          | 2      | 0      |
| 1998-1999            | Como                 | C1                   | 30         | 0          | 30     | 0      |
| 1999-2000            | Como                 | C1                   | 29         | 1          | 29     | 1      |
| Totale Como          | Totale Como          | Totale Como          | 59         | 1          | 59     | 1      |
| 2000-2001            | Monza                | B                    | 29         | 0          | 29     | 0      |
| 2001-2002            | Lazio                | A                    | 0          | 0          | 0      | 0      |
| 2002-2003            | Hellas Verona        | B                    | 31         | 0          | 31     | 0      |
| 2003-2004            | Hellas Verona        | B                    | 41         | 0          | 41     | 0      |
| 2004-2005            | Hellas Verona        | B                    | 31         | 0          | 31     | 0      |
| 2005-2006            | Hellas Verona        | B                    | 16         | 1          | 16     | 1      |
| 2006-2007            | Hellas Verona        | B                    | 26+2       | 1          | 26+2   | 1      |
| 2007-2008            | Hellas Verona        | C1                   | 25+1       | 1          | 25+1   | 1      |
| Totale Hellas Verona | Totale Hellas Verona | Totale Hellas Verona | 170+3      | 3          | 170+3  | 3      |
| 2008-2009            | Ancona               | B                    | 30+1       | 0          | 30+1   | 0      |
| 2009-2010            | Hellas Verona        | LP1                  | 23         | 0          | 23     | 0      |
| 2010-2011            | Spezia               | LP1                  | 24         | 2          | 24     | 2      |
| 2011-gen. 2012       | Swindon Town         | FLT                  | 4          | 0          | 4      | 0      |
| Totale carriera      | Totale carriera      | Totale carriera      | 341+4      | 6          | 341+4  | 6      |